# OpenJDK
OpenJDK (ook bekend als Open Java Development Kit) is een opensourceimplementatie van Java waarop de officiële referentie-implementatie van Java gebaseerd is.

## Geschiedenis
In 2006 startte Sun Microsystems (dat later overgenomen werd door Oracle) het OpenJDK-project, als een gevolg van de belofte om de Java-implementatie open source te maken.

## Componenten
OpenJDK bestaat uit:
- een Java Virtual Machine, HotSpot
- een Java Class Library (standaard bibliotheken beschikbaar in Java)
- een Java-compiler (javac)

De browserplug-in en Java Web Start, die wel onderdeel zijn van Oracle Java, zijn geen onderdeel van OpenJDK. Een opensourcealternatief voor deze onderdelen is IcedTea.
OpenJDK wordt vrijgegeven onder de GPL behoudens een kleine uitzondering, omdat beperkte onderdelen van de Java Class Library niet onder de GPL-licentievoorwaarden beschikbaar zijn.